# Башмачок
Башмачо́к, или Вене́рин башмачо́к, или Циприпе́диум, или Петушок (лат. Cypripédium) — род многолетних растений семейства Орхидные (Orchidaceae).
В широком смысле, название «Башмачок» используются для пяти родов орхидных: Cypripedium, Paphiopedilum (Пафиопедилюм) и Phragmipedium (Фрагмипедиум), Mexipedium, Selenipedium, что объясняется сходной формой строения цветка, имеющего характерную туфлевидную форму губы.
Аббревиатура родового названия в промышленном и любительском цветоводстве — Cyp.

## История

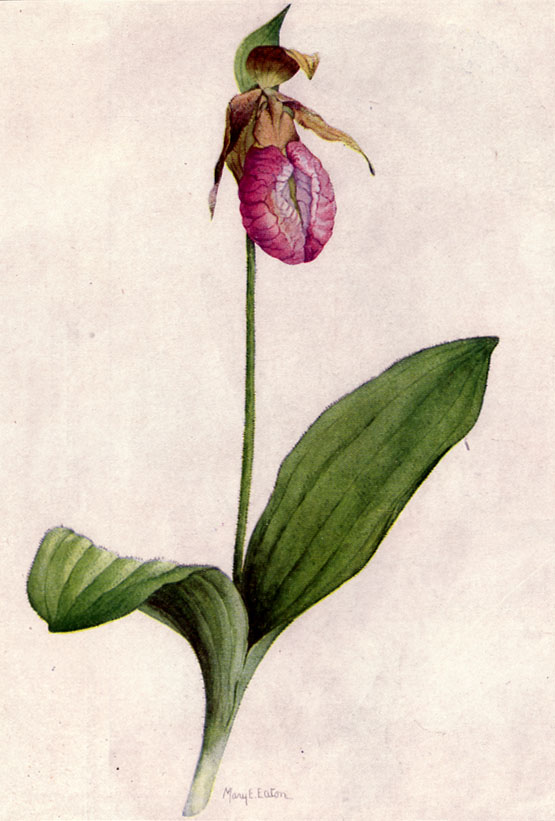
Cypripedium acaule. Ботаническая иллюстрация Мэри Эмили Итон из National Geographic Magazine, 1917

На берегу реки Берёзовки в вечной мерзлоте был найден мамонт. В 1901 году принимавшие участие в раскопках и реконструкции «Березовского мамонта» немецкий зоолог Ойген В. Пфиценмайер и его коллега Отто Ф. Херц нашли, что у зверя во рту всё ещё сохранился пучок растений, которые мамонт начал жевать, прямо перед тем как упасть в глубокую расщелину и погибнуть. Сохранившиеся растительные останки определили как Carex sp., Thymus serpillum, Papaver alpinum, Ranunculus acer, Gentiana sp. и Cypripedium sp. Этот циприпедиум рос приблизительно 30000 лет назад (поздние источники оценивают его возраст 8000—10000 лет), — это самая древняя находка башмачка, о которой мы знаем. Цитируя Физенмэйера, венгерский ботаник Режё Шоо предполагал, что это был Cypripedium guttatum.

## Распространение
Большая часть видов произрастает в районах с умеренным и умеренно-холодным климатом.
В России встречается в лиственных, смешанных, реже сосновых лесах. Отмечен в Верхнеднепровском и Волжско-Камском флористических районах, более обычен в Западной и Восточной Сибири, на Дальнем Востоке. Встречается редко, но, особенно в Сибири, может образовывать большие скопления.
Как правило, башмачки более терпимы к различным местам обитания в сердце их диапазона распространения и более избирательны на периферии.

## Ботаническое описание
Корневище обычно толстое, укороченное, располагается в поверхностном слое почвы. Корни тонкие.
Листья заострённые.
Цветки чаще одиночные, относительно крупные, часто ярко окрашенные, как правило, с приятным ароматом. Прицветники крупные листообразные. Чашелистики лепестковидные; верхний яйцевидный или эллиптический; два боковых часто срастаются в один. Лепестки эллиптические или ланцетные, свисающие по бокам губы, иногда более или менее скрученные, часто окрашены одинаково с чашелистиками. Губа мешковидная, часто ярко окрашенная, в разной степени вздутая, иногда с продольной глубокой складкой, наверху с отверстием или устьем. Колонка срослась со стаминодием, по обе стороны от которого расположены пыльники тычинок. Тычинок 2, третья превращена в стаминодий. Рыльце щитковидное, трёхлопастное или треугольное, повёрнуто вниз, в полость губы. Завязь чаще нескрученная, обычно на небольшой ножке. Пыльцевые зёрна не соединены в поллинии, а лишь собраны по четыре и погружены в липкую массу.
Цветки башмачков — типичный пример «цветков-ловушек». Привлечённая окраской цветка, некоторая часть насекомых падает во внутреннюю полость губы. Для покидания ловушки насекомые могут выйти только путём, гарантирующим опыление цветка. В поисках выхода насекомые проползают мимо рыльца и пыльника, где происходит опыление цветка принесёнными насекомым пыльцевыми зёрнами. Перед тем как покинуть цветок, насекомые проползают мимо пыльника, и к их телу приклеиваются липкие пыльцевые зёрна.
Предельный возраст, которого могут достигать башмачки в России, неизвестен. У одного из североамериканских башмачков обнаружены корневища в возрасте 23 лет.

## Виды

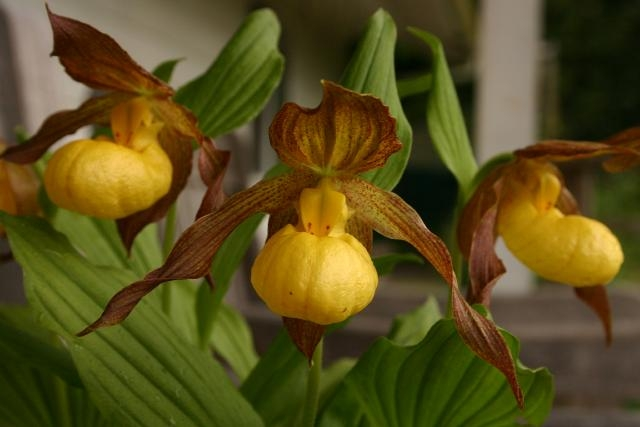

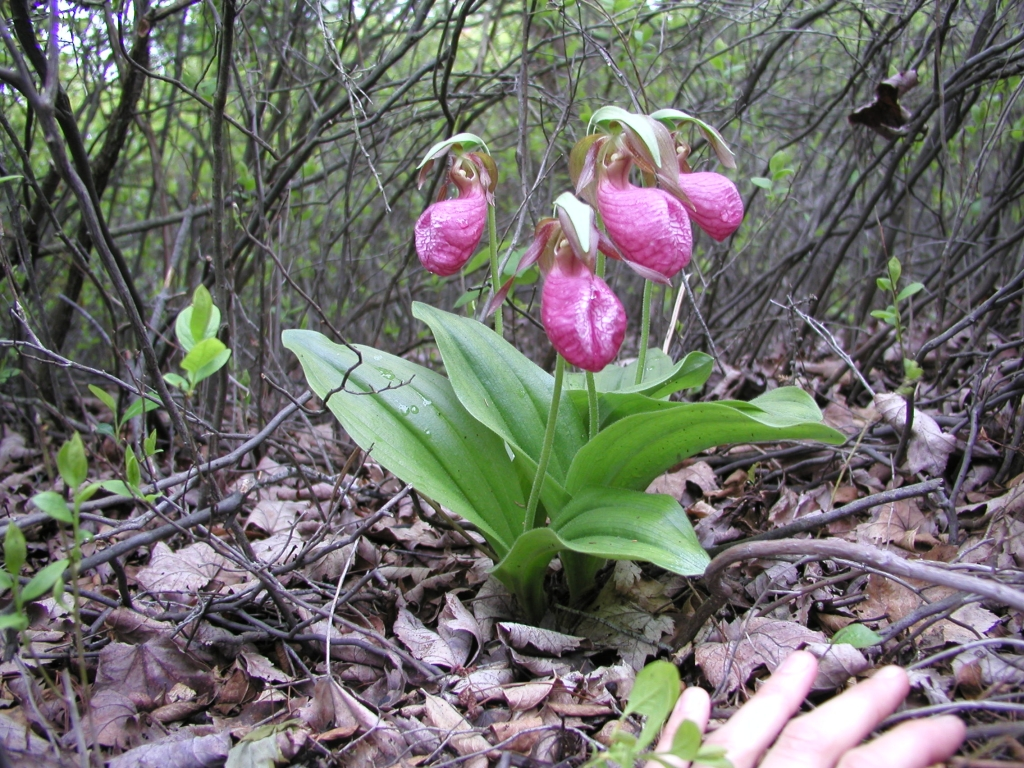
Башмачок бесстебельный

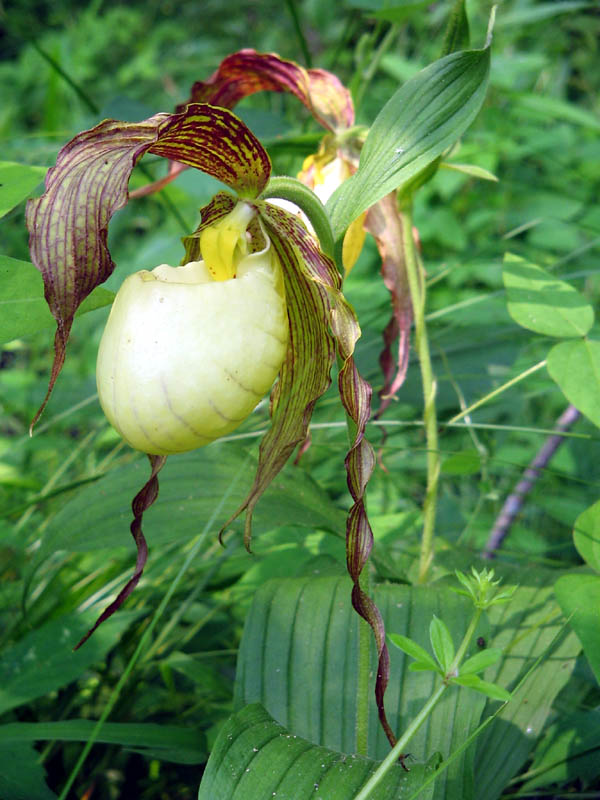
Башмачок кентуккийский

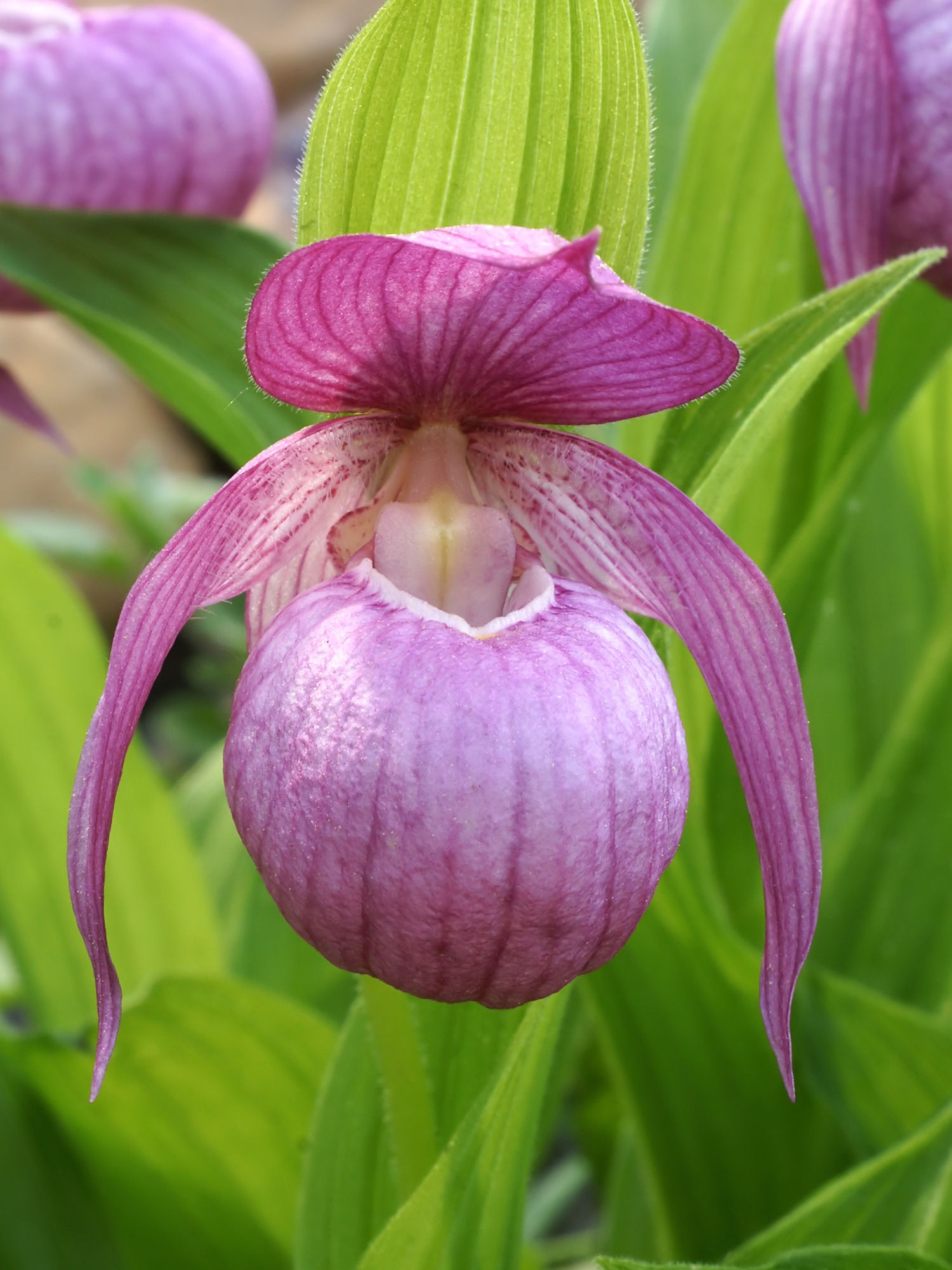
Башмачок крупноцветковый

Во флоре России, согласно современным представлениям встречается: 

5 видов: Cyp. calceolus, Cyp. shanxiense (sect. Cypripedium subsect. Cypripedium), Cyp. macranthon (sect. Cypripedium subsect. Macrantha), Cyp. guttatum, Cyp. yatabeanum (sect. Bifolia). 

4 разновидности: Cyp. macranthon var. macranthon, Cyp. macranthon var. atropurpureum, Cyp. macranthon var. album, Cyp. macranthon var. flavum. 

8 большей частью гибридных форм: Cyp. macranthon f. macranthon, Cyp. macranthon f. × albo-roseum, Cyp. macranthon f. × albo-striatum, Cyp. macranthon f. × flavo-roseum, Cyp. × ventricosum f. ventricosum, Cyp. × ventricosum f. bicolor, Cyp. guttatum f. guttatum, Cyp. guttatum f. albiflorum. 

4 более или менее стабилизировавшихся, с разной частотой встречающихся естественных межвидовых гибрида: Cyp. × alaskanum (Башмачок аляскский), Cyp. × catherinae (Башмачок Екатерины), Cyp. × microsaccos (Башмачок мелкогубый), Cyp. × ventricosum (Башмачок вздутый).
Список видов по данным Королевских ботанических садов в Кью:
- Cypripedium acaule Aiton 1789 — север США, Канада
- Cypripedium agnicapitatum Y.N.Lee 2002 — Корея
- Cypripedium arietinum R.Br. in W.T.Aiton 1813 — Башмачок бараноголовый — север США, Канада
- Cypripedium bardolphianum W.W.Sm. & Farrer 1916 — Южное Ганьсу, Западная Сычуань, Юго-Восточный Тибет
- Cypripedium calceolus L. 1753 typus[1] — Башмачок настоящий, или Венерин башмачок настоящий, или Венерин башмачок обыкновенный — Евразия
- Cypripedium calcicola Schltr. 1924 — Западная Сычуань, Северо-Западная Юньнань
- Cypripedium californicum A.Gray 1868 — Башмачок калифорнийский — запад США
- Cypripedium candidum Muhl. ex Willd. 1805 — Башмачок белоснежный — восток США
- Cypripedium cordigerum D.Don 1825 — Башмачок сердценосный — Гималаи
- Cypripedium daweishanense (S.C.Chen & Z.J.Liu) S.C.Chen & Z.J.Liu 2005 — Китай (юго-восток Юньнань)
- Cypripedium debile Rchb.f. 1874 — Башмачок слабый, или Венерин башмачок слабый
- Cypripedium dickinsonianum Hagsater 1984 — Мексика, Гватемала и Гондурас
- Cypripedium elegans Rchb.f. 1886 — Китай (Тибет, Юньнань), Бутан, север Индии, Непал
- Cypripedium fargesii Franch. 1894 — Китай
- Cypripedium farreri W.W.Sm. 1916 — Китай
- Cypripedium fasciculatum Kellogg ex S.Watson 1882 — Северная Америка
- Cypripedium fasciolatum Franch. 1894
- Cypripedium flavum P.F.Hunt & Summerh. 1966
- Cypripedium formosanum Hayata 1916
- Cypripedium forrestii P.J.Cribb 1992
- Cypripedium franchetii Rolfe 1912 — Башмачок Франше
- Cypripedium guttatum Sw. 1800 — Башмачок пятнистый
- Cypripedium henryi Rolfe 1892 — Башмачок Генри
- Cypripedium himalaicum Rolfe 1892
- Cypripedium irapeanum Lex. in P.de La Llave & J.M.de Lexarza 1825
- Cypripedium japonicum Thunb. 1784 — Башмачок японский
- Cypripedium kentuckiense C.F.Reed 1981 — Башмачок кентуккийский
- Cypripedium lentiginosum P.J.Cribb & S.C.Chen 1999
- Cypripedium lichiangense S.C.Chen & P.J.Cribb 1994
- Cypripedium ludlowii P.J.Cribb & P.J.Cribb 1997 — Китай
- Cypripedium macranthos Sw. 1800 — Башмачок крупноцветковый — европейская часть России, юг Сибири, Дальний Восток, Северный Казахстан, Монголия, Китай, Корейский полуостров, Япония
- Cypripedium malipoense S.C.Chen & Z.J.Liu 2004 — Китай
- Cypripedium margaritaceum Franch. 1888 — Китай
- Cypripedium micranthum Franch. 1894 — Китай
- Cypripedium molle Lindl. 1841 — Мексика
- Cypripedium montanum Douglas ex Lindl. 1840 — Башмачок горный — запад Северной Америки
- Cypripedium neoparviflorum Y.N.Lee 2002
- Cypripedium palangshanense Tang & F.T.Wang 1936
- Cypripedium parviflorum Salisb. 1791 — Башмачок мелкоцветковый — восток Северной Америки
- Cypripedium passerinum Richardson 1823 — Северная Америка
- Cypripedium plectrochilum Franch. 1885 — Китай, Мьянма
- Cypripedium reginae Walter 1788 — Башмачок королевы — восток Северной Америки
- Cypripedium segawae Masam. 1933 — Тайвань
- Cypripedium shanxiense S.C.Chen 1983 — Башмачок шансийский — Китай, Япония, Россия, Северная Корея
- Cypripedium sichuanense Perner 2002 — Китай
- Cypripedium subtropicum S.C.Chen & K.Y.Lang 1986 — Китай, Вьетнам
- Cypripedium taibaiense G.H.Zhu & S.C.Chen 1999 — Китай
- Cypripedium tibeticum King ex Rolfe 1892 — Башмачок тибетский
- Cypripedium wardii Rolfe 1913 — Китай
- Cypripedium wumengense S.C.Chen 1985 — Китай
- Cypripedium yatabeanum Makino 1899 — Башмачок Ятабе — побережье и острова северной части Тихого океана
- Cypripedium yunnanense Franch. 1894 — Китай

## Естественныегибриды
Список естественных первичных гибридов по данным Королевских ботанических садов в Кью:
- Cypripedium ×alaskanum P.M.Br., 1995 = Cypripedium guttatum × Cypripedium yatabeanum (Аляска)
- Cypripedium ×algidum = Cypripedium calceolus × Cypripedium macranthos (Новая Земля)[источник не указан 4510 дней]
- Cypripedium ×andrewsii Fuller, 1932 = Cypripedium candidum × Cypripedium parviflorum var. pubescens (северо-восточные районы Канады и США)
- Cypripedium ×catherinae Aver., 1999 = Cypripedium macranthon × Cypripedium shanxiense (Дальний Восток России)
- Cypripedium ×columbianum Sheviak, 1992 = Cypripedium montanum × Cypripedium parviflorum var. pubescens (северо-западные районы Канады и США)
- Cypripedium ×herae Ewacha & Sheviak, 2004 = Cypripedium parviflorum × Cypripedium reginae (западная Канада)
- Cypripedium ×ventricosum Sw., 1800 = Cypripedium calceolus × Cypripedium macranthos (Россия от Урала до границ Кореи)
- Cypripedium ×wenqingiae Perner, 1998 = Cypripedium farreri × Cypripedium tibeticum (Китай, Сычуань)

## Грексы
Межвидовое скрещивание даёт возможность получать формы, сочетающие лучшие черты родителей и повышать зимостойкость растений. С 1987 году Карсоном Витлоу (C. E. Whitlow) из США был зарегистрирован первый грекс.
- Achim (Frosch) 2003 = С. parviflorum var. pubescens × С. ×froschii. Окраска цветка в пастельных тонах — губа розоватая, листочки околоцветника зеленоватые, чистые или в той или иной степени с бордовой штриховкой.
- Aki (Frosch) 1996 = С. parviflorum var. pubescens × С. macranthon. Очень крупный цветок. Губа бело-розовая, околоцветник коричневато-розовый разных оттенков.
- Anne (Vienenkötter) 2008 = С. reginae × С. macranthon. В пурпурово-розовых тонах, губа обычно темнее.
- Axel (Malmgren) 1998 = C. parviflorum × C. tibeticum. Крупноцветковый, но мрачноватый, с разводами мясокрасного цвета по розовому фону. Нарастает слабо.
- Chauncey (Whitlow) 1993 = С. parviflorum × С. segawai. Опылитель — С. segawai из Тайваня, тем не менее гибрид считается вполне зимостойким. Окраской похож на настоящий, часто двухцветковый и быстро нарастает.
- Dietrich (Frosch) 2003 = С. calceolus × С. kentuckiense. Окрашен как настоящий, имеет отличные длинные и закрученные боковые лепестки.
- Emil (Frosch) 1993 = C. calceolus × C. parviflorum. Окрашен как настоящий, с масляной губой, окружённой тёмными коричневыми листочками. Боковые лепестки относительно короткие.
- Gisela (Frosch) 1992 = C. parviflorum × С. macranthon. С округлой светлой губой, разрисованной сеткой жилок в тон тёмным листочкам. Отобрана форма в пурпурных и желтоватых тонах ‘Yellow’.
- Hank Small (Whitlow) 1991 = С. parviflorum × С. henryi. Похож на Emil, но цветки мельче.
- Hans Erni (Frosch) 2004 = С. franchetti × С. calceolus. Светлая, иногда белая губа с бордовыми штрихами и бордовый штрихованный околоцветник.
- Ivory (Koch) 2008 = С. cordigerum × С. kentuckiense. Материнское растение передало потомку широкие листочки околоцветника, кентуккийский — огромный размер цветка и окраску.
- Lothar Pinkepank (Pinkepank) 2005 = С. pubescens × С. kentuckiense. Окраска цветка кентуккийского, но более яркая, контрастная.
- Maria (Frosch) 1991 = С. parviflorum × С. macranthon var. speciosum. В коричнево-красных тонах, губа более светлая. Всё покрыто грубой бордовой штриховкой.
- Memoriam Shawna Austin (Austin) 2006 = С. macranthon var. hotei-atsumorianum × С. calceolus. В пурпурово-красный с более светлым центром и губой, с тёмной штриховкой.
- Michael (Frosch) 1998 = С. macranthon × С. henryi. Крупный более или менее нежно-розовый цветок с тёмными пурпурными жилками напоминает некоторые природные формы крупноцветкового. Губа может быть более светлая, чем листочки околоцветника, боковые лепестки иной раз закручиваются. Хорошо разрастается.
- Monto(A.Hiratsuka et T. Oyamada) 2008 = С. macranthon var. hotei-atsumorianum × С. fasciolatum. Благородного каштаново-розового цвета со светлой губой, отверстие которой украшено тёмной каймой. Листочки околоцветника с тёмной штриховкой.
- Paul (Frosch) 2009 = С. parviflorum × С. franchetti. Розовато-кремовая губа и зеленовато-бордовые листочки околоцветника, заметная штриховка.
- Philipp (Frosch) 1996 = С. macranthon × С. kentuckiense. Розовато-кремовая губа часто с бордовым крапом и бордовые листочки околоцветника. Крупный.
- Pixi (Corkhill) 2003 = С. calceolus × С. tibeticum. Тёмный грубоватый цветок в багровых тонах, губа иной раз напоминает о башмачке настоящем, только несёт тёмные подпалины и кайму вокруг отверстия.
- Pluto (Frosch) 2005 = С. fasciolatum × С. franchetti. Очень крупный цветок — раза в три больше, чем у настоящего — наследие башмачка из Китая. Основной цвет белый, жилки околоцветника — бордовые, губа внутри с крапом.
- Renate Pastel (Frosch) 2009 = С. macranthon × С. franchetii. Толстый цветок в белых или нежно розовых тонах с тонкими розовыми жилками.
- Sabine (Frosch) 2002 = С. fasciolatum × С. macranthon. Цветок большой, кремово-белый, околоцветник с бордовой штриховкой разной степени плотности, губа с румянцем. Есть отобранный клон: ‘Pastel’ (‘Alba’) — в бело-кремовой гамме.
- Sebastian (Frosch) 1998 = С. parviflorum × С. montanum. Элегантный цветок с белой губой и каштановым околоцветником. Длинные кручёные боковые лепестки.
- Siggi (Pinkepank) 2005 = С. ×froschii × С. calceolus. Похож на С. ×froschii.
- Sunny (Frosch) 2004 = С. fasciolatum × С. calceolus. Цветок окраской похож на настоящий, но раза в два крупнее. Окраска листочков околоцветника варьирует от тёмной, до жёлтой с тонкими каштановыми штрихами.
- Ulla Silkens (Malmgren) 1996 = C. flavum × C. reginae. Напоминает более королевский башмачок, окраска губы может варьировать от яркой, интенсивно окрашенной, до совсем бледной или крапчатой.
- Ursel (W.Frosch) 2003 = C. fasciolatum × C. henryi. Похож на C. henryiокраской цветка, но крупные цветки с мощной губой как у C. fasciolatum.
- Victoria (Corkhill) 2005 = С. parviflorum var. pubescens × С. fasciolatum. «Увесистая» кремово-жёлтая губа окружена зеленовато-жёлтыми листочкам околоцветника, расписанными красно-коричневым рисунком[16].

## В культуре

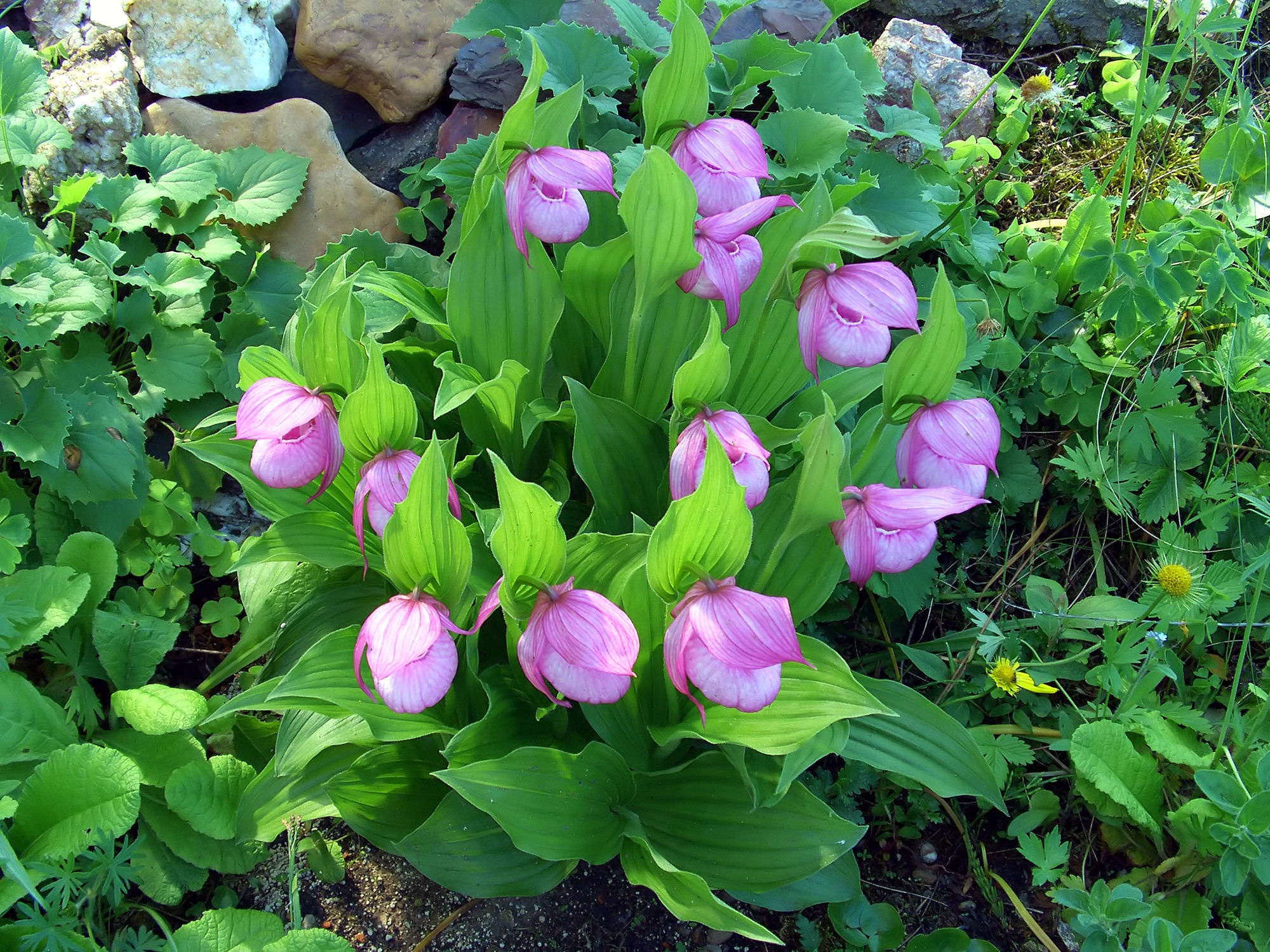
группа Cypripedium macranthos

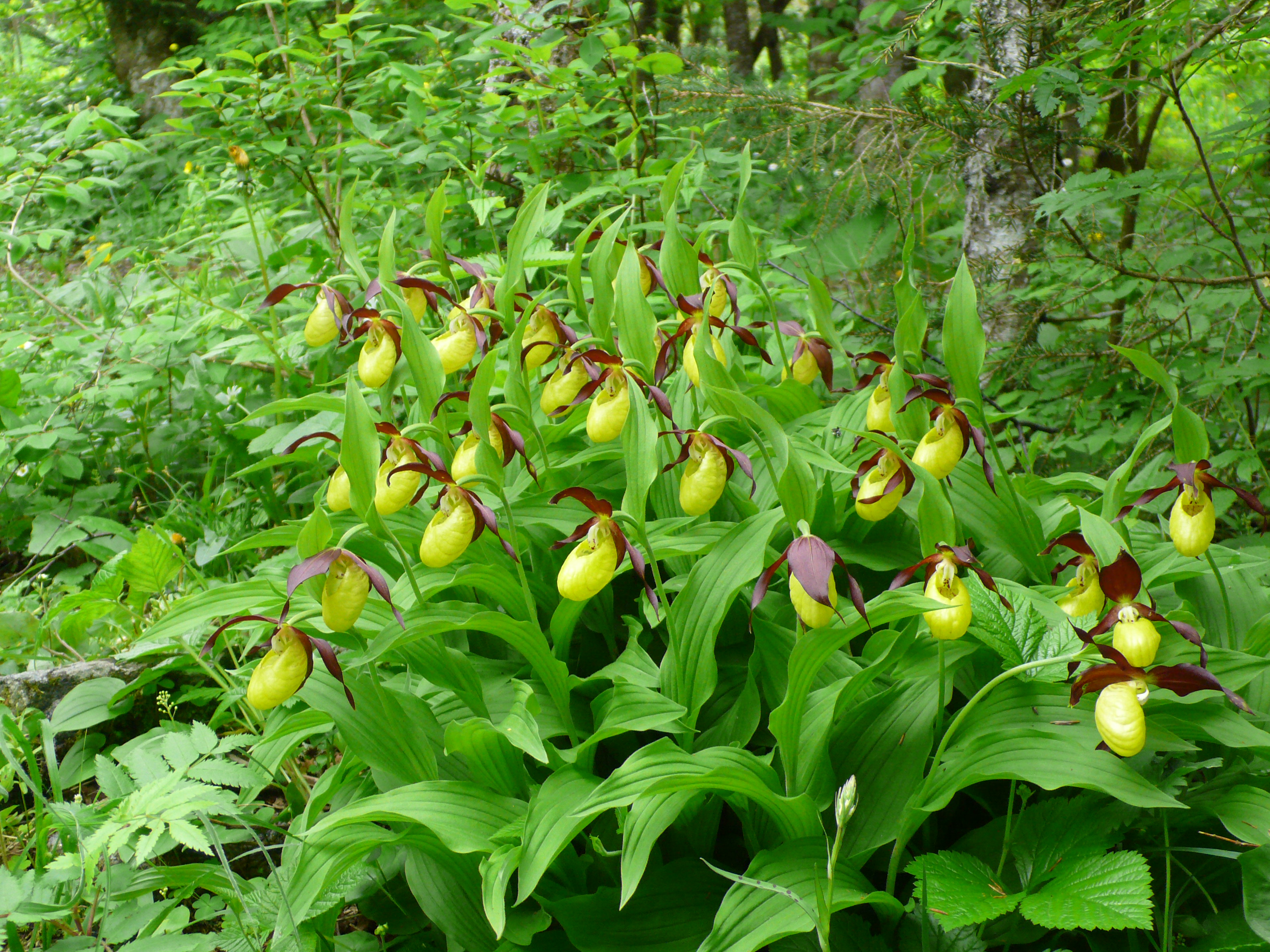
группа Cypripedium calceolus

В питомниках и садах стран Средней и Северной Европы, США и Канады выращивают около 15 видов башмачков. В средней полосе России устойчивыми считаются Cypripedium calceolus, Cypripedium guttatum, Cypripedium flavum, Cypripedium macranthos, Cypripedium reginae, Cypripedium ×ventricosum, Cypripedium yatabeanum. Зимостойкие, но медленно разрастаются высокогорные виды: Cypripedium tibeticum, Cypripedium himalaicum, Cypripedium calcicola.
Большинство видов рекомендуется выращивать на рыхлых, хорошо аэрируемых и дренированных, бедных органическими веществами почвенных смесях. Местоположение — светлая тень. В густой тени ухудшается цветение. Весной рекомендуется проводить мульчирование листовым перегноем.
От почвенных субстратов зависит развитие растения, скорость роста, развитие корней и фитомассы.
К почвенной смеси некоторых китайских видов башмачков (Cyp. tibeticum, Cyp. himalaicum, Cyp. yunnanense и др.) рекомендуется добавлять до 30-40 % известкового щебня, в то время как Cyp. japonicum предпочитает гумусную почву, с минимальным количества гравия. Из российских видов каменистый известковый грунт рекомендуется для Cyp. calceolus.
Крупный специалист по селекции башмачков Рональд М. Берч, рекомендует следующие субстраты. Для горшочной культуры: смесь 50:50 грубого перлита и фирменного субстрата Espoma Soil Perfector®. Некоторые производители считают, что идеальным вариантом является грунт на 100 % состоящий из крупного перлита. Для уличных посадок он использует смесь 50:50, состоящую из Espoma Soil Perfector® и Turface (средней твёрдости гранулы обожжённой глины, используется для покрытия спортивных полей). Возможно использовать и перлит, но он легче воды, поэтому в конечном счёте всплывёт. Типичный небольшой грекс, такой как Gisela, рекомендуется сажать в горшок от 30 до 40 см, если планируется выращивать его там три года. Корни башмачков никогда не должны высыхать. В летнее время полив горшочных растений производится ежедневно. Для садовых растений обязателен еженедельный полив. Для горшочных растений рекомендуется внесение полного удобрения (с микроэлементами) каждый полив (чайная ложка на 4,5 литра). Уличные посадки рекомендуется удобрять также, как и обычные садовые цветы. Гибриды, родителями которых являются Cyp. reginae или Cyp. candidum должны получать горсть извести в конце каждого вегетационного периода.
Большинство грексов выращиваемых в саду должны высаживаться в там месте, где освещены солнцем два часа утром, а остальное время в пятнистой тени. Горшочные растения выращивают под тканью затеняющей солнце на 70 %.
Корневая система башмачков залегает неглубоко и состоит из корешков одинаковой толщины с характерным грибным запахом, отрастающих от утолщённого корневища, на котором каждый год к осени образуются новые побеги. Весной, до появления характерных листьев башмачков, и осенью места их обитания лучше замульчировать листьями.
Цветение у большинства видов начинается в конце мая — начале июня и может продолжаться две—три недели.
Развитие башмачков от прорастания семени до первого цветения занимает около девяти—десяти, а часто даже тринадцати—пятнадцати лет. Растения можно также размножать вегетативно, последовательным делением корневищ. Взрослые башмачки не слишком зависят от грибницы, и поэтому их можно относительно легко пересаживать и выращивать в культуре.
Куртины рекомендуется делить в конце августа — начале сентября.

## Охрана
Основным фактором воздействия на места обитания популяций башмачков является антропогенное воздействие. В окрестностях населённых пунктов большую угрозу для декоративных видов представляет сбор растений на букеты. Ярким примером может служить строительство дороги в Хасанском районе Приморского края, в результате которого была уничтожена часть растительного покрова и наблюдалось сокращение популяций Cypripedium macranthon, Cypripedium calceolus, Cypripedium ×ventricosum. Одна из немногих точек произрастания башмачка настоящего на острове Сахалин в окрестностях села Взморье исчезла в результате строительства нефтегазопровода по проекту «Сахалин-2».
Самым действенным способом охраны являются заповедники, как эталонные навечно исключаемые из хозяйственного пользования участки. Результативным путём спасения редких видов является их сохранение в ботанических садах.

## Систематика и таксономия
Проблемы систематики отечественных представителей рода сводятся к двум основным проблемам — вопросу о том, является ли Cyp. × ventricosum Sw. стабилизированным гибридогенным видом, и насколько таксономически Cyp. shanxiense X.-Q. Chen отграничен от Cyp. calceolus L. Исследования генетического полиморфизма отечественных представителей рода, выполненные Князевым М. Г., Андроновой Е. В. и Филипповым Е. Г. в целом решили эти вопросы; видовой статус Cyp. shanxiense подтверждается, а Cyp. ventricosum, по имеющимся данным, не проявляет выраженной тенденции к стабилизации в качестве самостоятельного вида.
Структура рода Cypripedium по книге Wolfgang Eccarius, 2009:
- Подрод Cypripedium
  -  Секция Acaulia (Cypripedium acaule Aiton)
  -  Секция Arietinum (Cypripedium arietinum R. Br., Cypripedium plectrochilum Franch.)
  -  Секция Bifolia (Cypripedium guttatum Sw., Cypripedium yatabeanum Makino.) 
Типовой вид: Cyp. guttatum Sw.
Морфология и сравнительный анализ ДНК говорят о том, что два вида секции Bifolia очень близки секции Flabellinervia (Cyp. japonicum и Cyp. formosanum). У всех четырёх видов есть длинное ползающее корневище, два парных листа и одиночный цветок. Губа Cyp. guttatum и Cyp. yatabeanum больше напоминает губу Paphiopedilum (за исключением подродов Parvisepalum и Brachypetalum), чем губу любого другого циприпедиума (губа с широким входом в виде «урны» не имеет никакого загнутого внутрь края). Это не говорит о том что эти два вида циприпедиума родственны роду Paphiopedilum, просто мы наблюдаем очередной пример конвергенции — у этих двух родов параллельно и независимо развилась схожая форма губы (закон гомологических рядов Н. И. Вавилова)[25].
  - Секция Cypripedium (Cypripedium calceolus L., Cypripedium candidum Muhl. ex Willd., Cypripedium cordigerum D. Don, Cypripedium farreri W.W. Sm., Cypripedium fasciolatum Franch., Cypripedium henryi Rolfe, Cypripedium kentuckiense C.F. Reed, Cypripedium montanum Douglas ex Lindl., Cypripedium parviflorum Salisb., Cypripedium segawae Masam., Cypripedium shanxiense S.C. Chen)
  -  Секция Eniantopedilum (Cypripedium fasciculatum Kellogg ex S. Watson)
  -  Секция Flabellinervia (Cypripedium formosanum Hayata, Cypripedium japonicum Thunb.)
В эту секцию выделены два вида, хорошо отличимых из всех остальных башмачков, с их веерообразными парными листьями с хорошо заметными радиально расположенными жилками, такие листья мы не найдём у других представителей рода. Как и в секции Bifolia, корневище ползущее, многократно ветвится, новый стебель появляется на расстоянии 10—30 см от прошлогоднего побега. Высота растений достигает 25—50 см, иногда до 30 см и имеет одиночный цветок размером 7,5—10 см. Представители секции распространены в Китае, Корее и Японии. Типовой экземпляр Cyp. japonicum был собран в Японии шведским ботаником Карлом Петером Тунбергом (1743—1828) и опубликован им же в 1784 году. Несмотря на видовое название Cyp. japonicum распространён также на корейском полуострове и в центральном и восточном Китае, где он произрастает в Восточной Сичуани, Чунцине и Западном Хубэе[25].
  -  Секция Macrantha (Cypripedium calcicola Schltr., Cypripedium franchetii Rolfe, Cypripedium himalaicum Rolfe, Cypripedium ludlowii P.J. Cribb, Cypripedium macranthos Sw., Cypripedium taibaiense G.H. Zhu & S.C. Chen, Cypripedium tibeticum King ex Rolfe, Cypripedium yunnanense Franch.)
  -  Секция Retinervia (Cypripedium debile Rchb. f., Cypripedium elegans Rchb. f., Cypripedium palangshanense Tang & F.T. Wang)
  -  Секция Sinopedilum (Cypripedium bardolphianum W.W. Sm. & Farrer, Cypripedium forrestii P.J. Cribb, Cypripedium micranthum Franch.)
Название означает «китайский башмачок» поскольку все виды секции эндемичны для Китая. Ранее виды секции Sinopedilum причислялись к секции Trigonopedia. В секции Sinopedilum все три вида, имеют удлинённые междоузлия и длинные, далеко распространяющиеся корневища. Их корневища часто ветвятся, формируя многочисленные отпрыски, далеко растущие от старого участка корневища. Этот тип роста аналогичен типу роста в секциях Bifolia и Flabellinervia. Но одиночный лист и большой листоподобный прицветник, расположение и структура околоцветника прижатых к губе у двух видов, и очень длинная цветоножка, который удлиняется ко времени созревания семян — чётко отделяют эти виды от других представителей секции Trigonopedia. У всех трёх видов имеются настоящие функциональные поллинии, а не только массы пыльцы, собранные в комочки. Каждый из двух пыльников цветка несёт один из поллиниев в шаровидной формы, каждый поллиний имеет на нижнем крае очень липкий участок и почти не содержит пыльцевых зёрен. Выше этой липкой зоны плотно упакованы зерна пыльцы, и клейкий секрет не достигает поверхности поллиния вне липкой зоны. Когда опылитель своей хитиновой грудкой касается пыльника в нижнего края поллиния, они немедленно приклеивается и сразу извлекается из мешочка пыльника. В зависимости от угла контакта, обычно приклеивается только один поллиний. Как и у всех орхидей подсемейства Cypripedioideae, в образовании колонки участвуют три зачатка пыльника, причём средний из них — стерильный и увеличенный — стаминодий. 
Интерес к трём видам секции Sinopedilum мог бы увеличиваться среди любителей орхидей, но технология культивирования пока не разработана и сомнительная декоративность привлекает лишь небольшое количество энтузиастов. Садовые гибриды с участием этих видов пока получены не были[26].
  -  Секция Trigonopedia (Cypripedium daweishanense (S.C. Chen & Z.J. Liu) S.C. Chen & Z.J. Liu, Cypripedium fargesii Franch., Cypripedium lentiginosum P.J. Cribb & S.C. Chen, Cypripedium lichiangense S.C. Chen & P.J. Cribb, Cypripedium malipoense S.C. Chen & Z.J. Liu, Cypripedium margaritaceum Franch., Cypripedium sichuanense Perner, Cypripedium wumengense S.C. Chen)
Имя секции получила в связи с тем что у типового экземпляра, при гербаризации, губа оказалась очень деформированной. В её естественной форме губа вздута и хорошо округлена. У сплющенного экземпляра появляются острые края и треугольная форма губы. Название Trigonopedia, означает «треугольная нога», хотя Franchet конечно намеревался назвать это «треугольный башмачок». Franchet отметил другую специфическую особенность этого нового вида: очевидное отсутствие прицветника. Это привело к более позднему обозначению для этой группы, ebracteate cypripedium (безприцветниковые башмачки). Фактически, прицветник присутствует, но большой и внешне идентичен единственному настоящему листу, поэтому создаётся впечатление что у растения будто бы два прижатых к земле листа, и нет прицветника. (У всех разновидностей секций Trigonopedia и Sinopedilum есть этот большой листовидный прицветник и единственный лист). Прижатие лепестков к губе — характерно для всех представителей секции. Основной тон околоцветника всех видов секции Trigonopedia — соломенно-жёлтый, по которому равномерно разбросаны более или менее широкие пятна и полосы. У Cyp. lentiginosum, это приводит к цветному эффекту из-за которого он напоминает Paphiopedilum bellatulum, или Paphiopedilum wenshanense[26].
- Подрод Irapeana
  - Секция Irapeana (Cypripedium californicum A. Gray, Cypripedium dickinsonianum Hágsater, Cypripedium irapeanum Lex., Cypripedium molle Lindl.)
  -  Секция Obtusiflora (Cypripedium flavum P.F. Hunt & Summerh., Cypripedium passerinum Richardson, Cypripedium reginae Walter)
  -  Секция Subtropica (Cypripedium singchii Z.J. Liu & L.J. Chen, Cypripedium subtropicum S.C. Chen & K.Y. Lang, Cypripedium wardii Rolfe)